# Негласный комитет
Негла́сный комите́т (также Инти́мный комите́т)— круг советников Александра I в начале его правления. 

## История
В него входили ближайшие приближенные царя, знакомые ему с юности: граф П. А. Строганов, князь В. П. Кочубей, князь А. Чарторыйский и Н. Н. Новосильцев.
Задачей этого комитета было помогать «в систематической работе над реформою безобразного здания государственной администрации». Положено было предварительно изучить реальное положение империи, потом преобразовать отдельные части администрации и эти отдельные реформы завершить «уложением, установленным на основании истинного народного духа».
Первое заседание Негласного комитета состоялось 24 июня 1801 года в присутствии Александра I. Основная деятельность Негласного комитета завершилась 12 мая 1802 г.
Будучи в доверительных отношениях с Александром I (могли являться к столу императора без предварительного приглашения), члены Негласного комитета два-три раза в неделю, иногда реже, обсуждали с ним планы преобразований, высказывали свои пожелания и советы. С их непосредственным участием осуществлялись первые шаги нового царствования: была объявлена амнистия для 12 тыс. человек, пострадавших при Павле I; вновь открывались границы; разрешалось свободно ввозить  западноевропейские книги и товары.

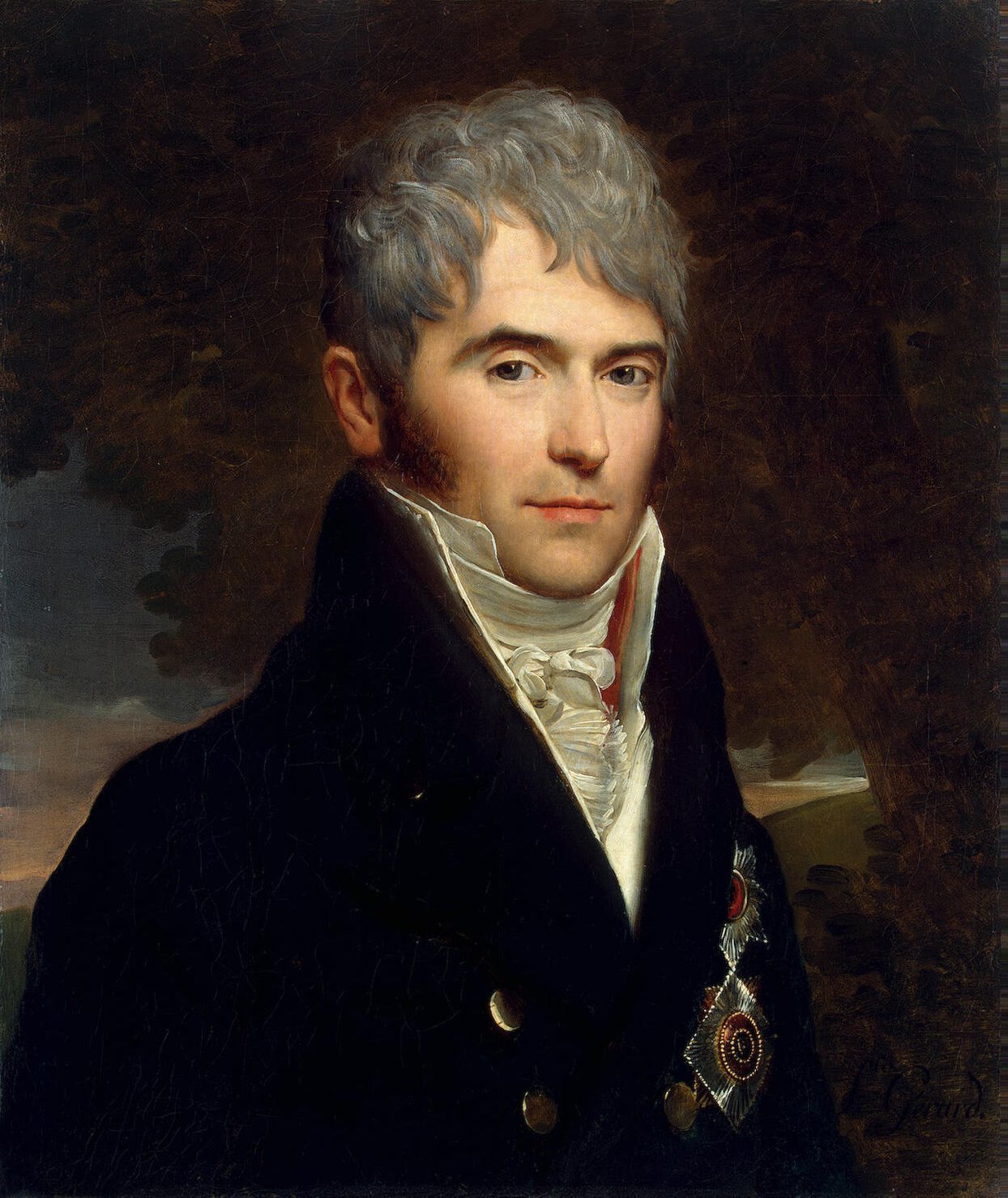
Князь В. П. Кочубей
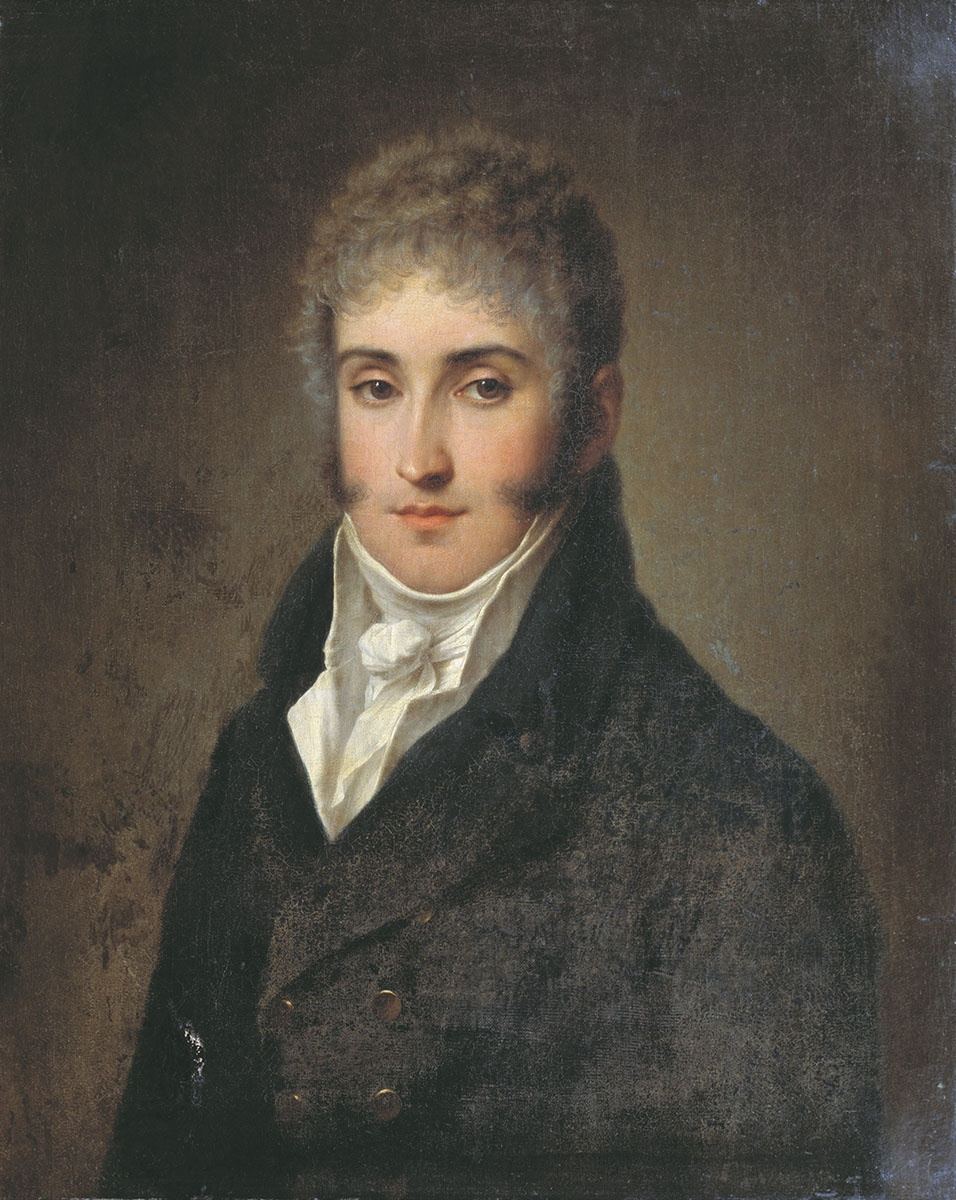
Князь А. Е. Чарторыйский
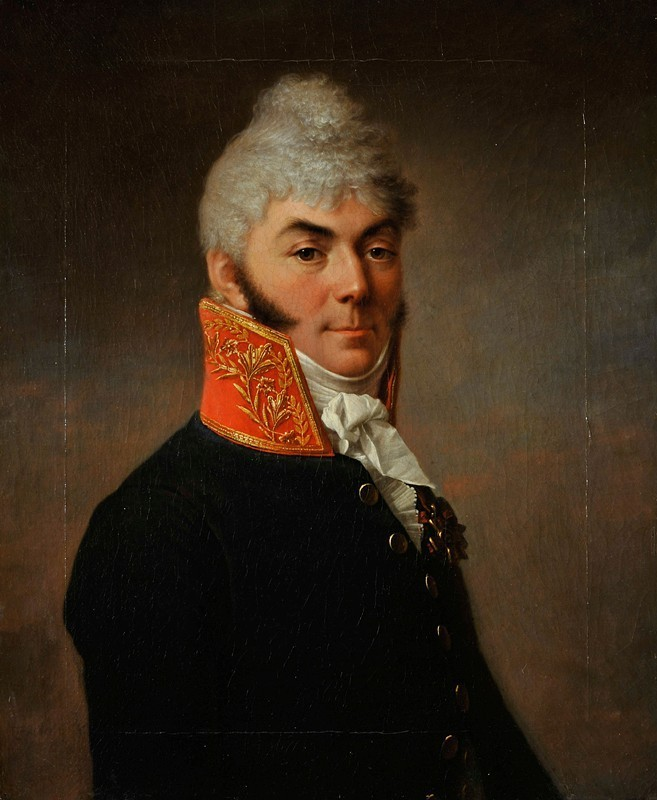
Граф Н. Н. Новосильцев
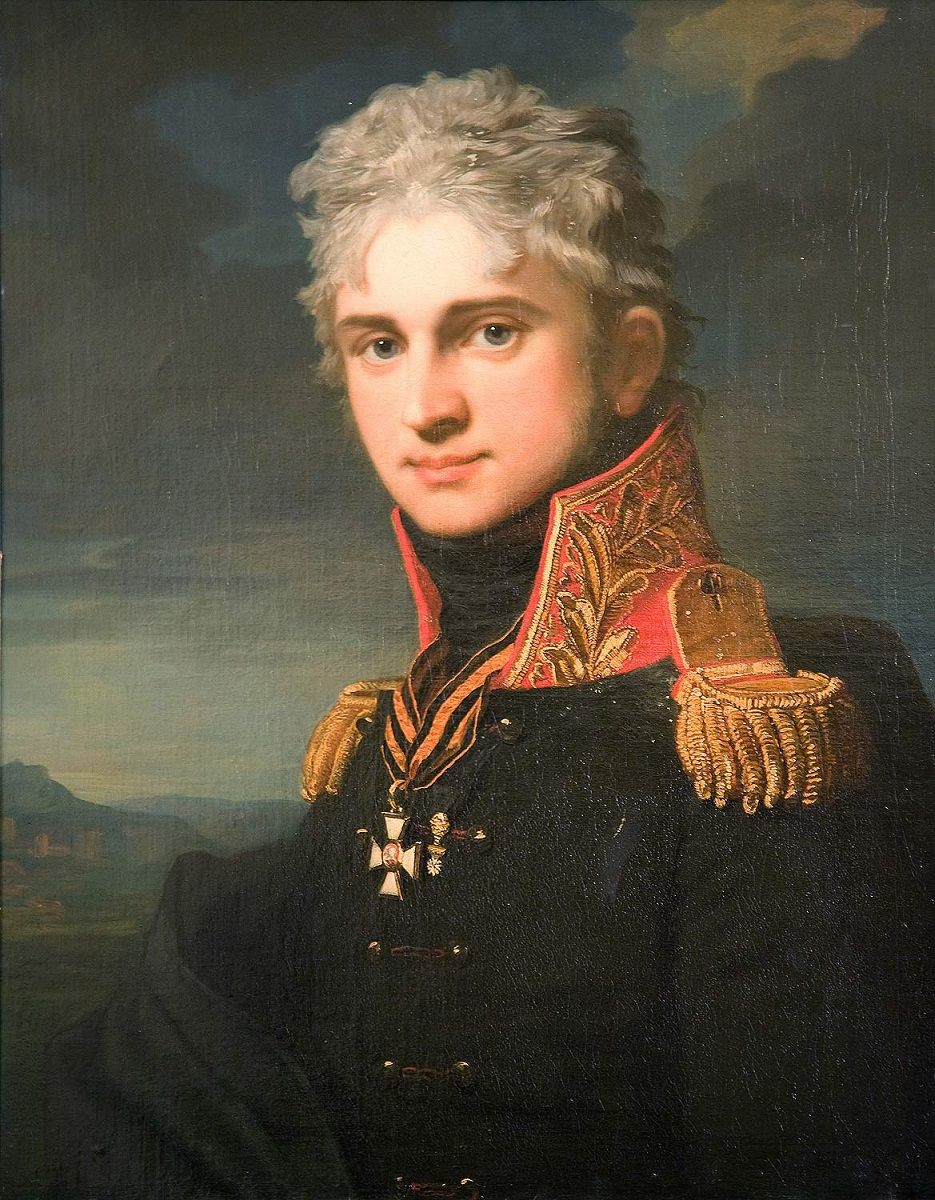
Граф П. А. Строганов